# فيرنر داوم
فيرنر داوم (1943-2025) هو دبلوماسي ومؤلف ألماني متخصص في التاريخ الثقافي لليمن والسودان وشبه الجزيرة العربية. حرر داوم وساهم في حوالي عشرة مجلدات عن تاريخ اليمن والجزيرة العربية، منها كتابه بالألمانية الذي يضم ما جمع من أساطير شعبية يمنية، وعدة مقالات علمية عن بقايا اليمن القديم في العصر الحديث.

## مسيرته الدبلوماسية
شغل داوم منصب رئيس قسم حقوق الإنسان في البعثة الألمانية في جنيف من عام 1992 إلى عام 1995، ممثلاً لألمانيا في لجنة حقوق الإنسان ومختلف منظمات حقوق الإنسان الأخرى التابعة للأمم المتحدة في جنيف. وشغل منصب وزير مستشار في السفارة الألمانية في تيرانا. شغل منصب نائب رئيس بعثة السفارة الألمانية في صنعاء في السبعينيات، ثم رئيس البعثة في عدن في الفترة بين (1978-1980). وعمل سفيراً في ألبانيا، والسودان (1996-2000)، ثم سفيراً في الكويت (2001-2003)، ودرَّس التاريخ الإسلامي أستاذاً في جامعة بافيا، وزميلاً في جامعة هارفارد، ثم عمل أميناً لمتحف الإثنوغرافيا في ميونيخ.

## منشورات عن الأحداث السياسية وتاريخ الفن في الشرق الأوسط

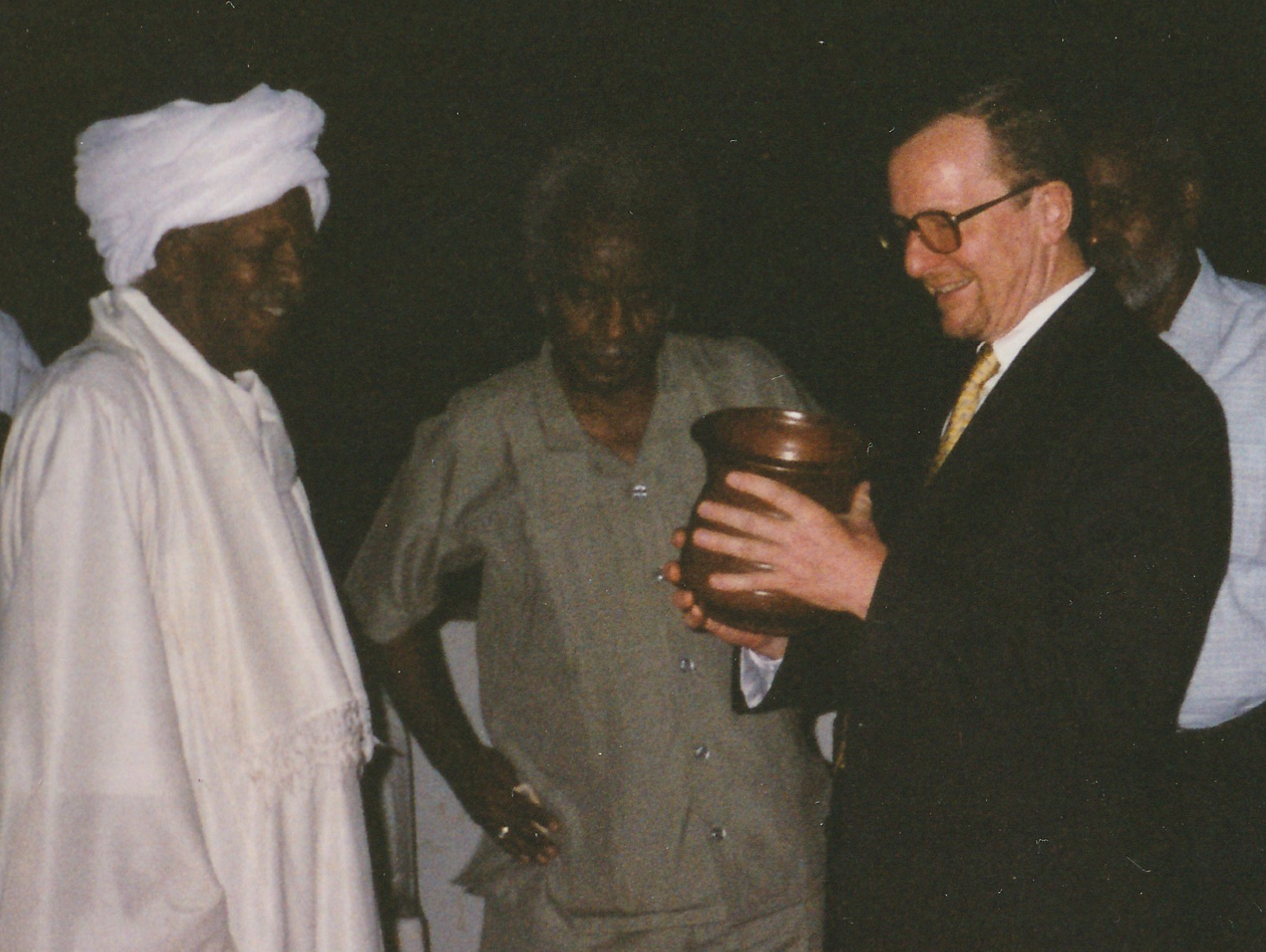
في حفل وداع بالخرطوم

في الفترة 2000-2001، كان داوم زميلًا في مركز ويذرهيد للشؤون الدولية بجامعة هارفارد . في صيف عام 2001، كتب داوم مقالاً لمجلة هارفارد الدولية بعنوان " العالمية والغرب — أجندة للتفاهم" ، انتقد فيه الحكومة الأمريكية لتدميرها مصنع الشفاء للأدوية في الخرطوم خلال حملة القصف عام 1998. والتي تحمل الاسم الرمزي "عملية الوصول اللانهائي" . بعد أن عمل في السودان كسفير لألمانيا أثناء الهجوم، كتب أنه لا يوجد دليل على أن المصنع أنتج سلائف للأسلحة الكيميائية وأن غازي سليمان، وهو مدافع سوداني عن حقوق الإنسان يحظى باحترام دولي، كان شاهدًا موثوقًا على ذلك. كما ادعى داوم أن الهجوم تسبب في نقص خطير في الأدوية وأن "التخمين المعقول" لوفيات المدنيين في السودان الناجم عن هذا النقص كان بـ "عشرات الآلاف". وقد وصف المؤرخ كيث ويندشاتل هذا الادعاء بأنه "يصعب أخذه على محمل الجد"  وغير قابل للتصديق.
في عام 1999، قام متحف فور فولكيركوندي، الذي أصبح الآن متحف فونف كونتينينتي (متحف الإثنوغرافيا) في ميونيخ، ألمانيا، بنشر كتالوج داوم الشامل لمعرضه عن التاريخ الثقافي لليمن. كما أن داوم مؤلف العديد من الكتب والمقالات الأخرى حول التاريخ الثقافي لألبانيا والسودان واليمن، مع اهتمام خاص بتاريخ اليمن قبل الإسلام .

## المنشورات
- Daum، Werner (2021). "Abraha's cathedral: Change and continuity of a sacred place". في Hatke، George؛ Ruzicka، Ronald (المحررون). South Arabian long-distance trade in antiquity: "Out of Arabia". Newcastle upon Tyne: Cambridge Scholars Publishing. ص. 245–259. ISBN:9781527564565. OCLC:1249751632.
- Daum، Werner (2016). "The origins of Yemen's traditional silver jewellery". في Pogorelsky، P.I.؛ Vasilenko، M.I. (المحررون). Arabian routes in the Asian context (PDF). Sankt Peterburg. ص. 191–234. ISBN:978-5-88431-323-1. مؤرشف من الأصل (PDF) في 2023-06-16.{{استشهاد بكتاب}}:  صيانة الاستشهاد: مكان بدون ناشر (link)
- Daum، Werner (2017). "Tithes for the God and the origins of the cult at Mecca. Continuity of religious practice in Arabia from the pre-Islamic period to the present day" (PDF). Anthropos. ج. 112 ع. 2: 517–535. DOI:10.5771/0257-9774-2017-2-517. S2CID:216999749. مؤرشف من الأصل (PDF) في 2021-10-19 – عبر www.nomos-elibrary.de.
- Daum, Werner. Yemen: 3000 Years of Art and Civilisation in Arabia Felix. Innsbruck: Pinguin-Verlag, 1987.
- Daum, Werner. Im Land der Königin von Saba. Kunstschätze aus dem antiken Jemen; 7. Juli 1999 - 9. Januar 2000. Eine Ausstellung des Staatlichen Museums für Völkerkunde München. 1999. (in German)
- Daum, Werner. "Universalism and the West", The Future of War, Vol. 23, Summer 2001
- Daum, Werner. “Democracy, Human Rights and Secure Oil Supply” Weatherhead Center Fellows' Papers
- Daum, Werner and Rashid Diab (2009). Modern Art in Sudan In Hopkins, Peter G. (ed.) Kenana Handbook of Sudan. New York: Routledge, pp. 453–516 (ردمك 0-7103-1160-5)